# Kaharoa Conservation Area
Das Kaharoa Conservation Area ist ein unter Naturschutz stehendes Gebiet in der Region Bay of Plenty auf der Nordinsel von Neuseeland. Das Areal untersteht dem Department of Conservation.

## Geographie
Das 976 Hektar (eine andere Quelle gibt 705 Hektar an) große bewaldete Gebiet befindet sich rund 12 km nördlich von Rotorua und rund 4,5 km westlich des New Zealand State Highway 33. Es erstreckt sich in einer Südwest-Nordost-Ausrichtung über rund 3,5 km und kommt auf eine maximale Breite von rund 1,5 km. An seiner westlichen Seite fließt der Paraiti River vorbei und nach Osten wird das Areal durch den Onaia Stream begrenzt.

## Geschichte
Der Wald des Kaharoa Conservation Areas wurde 1896 von der neuseeländischen Regierung gekauft und bis in die Mitte der 1900er Jahre selektiv für den Holzeinschlag genutzt.
In den Jahren von 1989 bis 1997 wurde das Gebiet Gegenstand wissenschaftlicher Untersuchungen, bei denen festgestellt wurde, dass der in dem Gebiet beheimatete Kōkako durch die von Europa in das Land eingeschleppten Haus- und Wanderratten, sowie den Possums in seinem Bestand gefährdet war. Infolgedessen gründete sich 1997 unter den Bewohnern der Gegend der Kaharoa Kōkako Trust, der sich zum Ziel setzte, den Bestand der Vögel zu sichern und zu schützen.
Auf der Nordinsel des Landes, wo der Kōkako beheimatet ist, wurde der Bestand noch im Jahr 2013 unter 1400 Vögel geschätzt. In dem Kaharoa Conservation Area hingegen konnte er in den Jahren von 1991 bis 2015 von 22 Exemplaren und 173 erhöht werden.